# بعثة مراقبي الأمم المتحدة في أنغولا
تم إنشاء بعثة مراقبي الأمم المتحدة في أنغولا (بالفرنسية: Mission d'Observation des Nations Unies à l'Angola أو MONUA) بموجب قرار مجلس الأمن التابع للأمم المتحدة رقم 1118 الصادر في 30 يونيو 1997. بسبب انهيار عملية السلام في أنغولا، أوصى الأمين العام للأمم المتحدة مجلس الأمن الدولي بعدم تجديد تفويض بعثة مراقبي الأمم المتحدة في أنغولا. وانتهت المهمة رسمياً في 26 فبراير 1999، بموجب أحكام القرار 1213.
كانت بعثة مراقبي الأمم المتحدة في أنغولا آخر بعثة لحفظ السلام في أنغولا، وسبقتها ثلاث بعثات أخرى لحفظ السلام: بعثة الأمم المتحدة الأولى للتحقق في أنغولا والثانية والثالثة.
اندلعت الحرب الأهلية الأنغولية بين عامي 1974 و 2002 وكانت أطول صراع دائم في إفريقيا. منذ عام 1988، كان الخوذ الزرق حاضرين في أنغولا كمراقبين للصراع بين الحركة الشيوعية الحركة الشعبية لتحرير أنغولا، التي ينتمي إليها الرئيس خوسيه إدواردو دوس سانتوس، ويونيتا، في الأصل حركة ماوية. [بحاجة لمصدر]
في بداية البعثة في عام 1997، تألفت قوة حفظ السلام التابعة للأمم المتحدة من حوالي 3500 جندي ومراقب وشرطي من 17 دولة. تم تخفيض هذا العدد إلى 400 في عام 1999، عندما انتهت المهمة. قتل 17 من الخوذ الزرق في الصراع. 
منذ انتهاء بعثة المراقبين، لم تعد قوات حفظ السلام التابعة للأمم المتحدة موجودة في أنغولا. [بحاجة لمصدر]